# 100% Wolf
100% Wolf é um filme de comédia de fantasia e aventura animado por computador australiano de 2020 dirigido por Alexs Stadermann e produzido por Alexia Gates-Foale e Barbara Stephen. É uma adaptação do romance de Jayne Lyons 2009 com o mesmo nome.

## Enredo
Freddy Lupin é o jovem herdeiro de uma matilha de lobisomens que há anos protege a cidade local. Quando ele tenta seguir sua família durante a patrulha noturna usando uma Pedra da Lua mágica, ele inadvertidamente expõe a existência de lobisomens ao proprietário do caminhão de sorvete Foxwell Cripp, e quando o pai de Freddy, Flashheart, tenta tranquilizar Foxwell de que ele não vai machucar ele, e acaba assustando-o de um penhasco. Então ele salta para salvar o Foxwell, acidentalmente esbarrando em Freddy. Freddy acaba perdendo a Pedra da Lua para Cripp e Flashheart é aparentemente morto quando ele cai de um penhasco.
Com a morte de Flasheart, o tio de Freddy, Hotspur, se torna o novo chefe do clã dos lobisomem, iniciando várias novas políticas que incluem uma maior presença de caçadores de cães na cidade, já que os lobisomens têm uma longa história de desdém por cães. Seis anos depois, chega a hora de Freddy experimentar sua primeira transformação de lobo, mas apesar do encorajamento da governanta de longa data, a Sra. Mutton, ele se sente humilhado quando se transforma em um poodle. Confrontado com o desdém de sua matilha, Freddy é desafiado a provar seu status de lobo ao nascer da lua no dia seguinte ou corre o risco de ser banido. No entanto, seus esforços foram reduzidos desde o início quando os filhos de Hotspur colocaram uma coleira de prata nele, impedindo-o de voltar à forma humana, embora ele conseguisse escapar da mansão.
Pegando uma carona para a cidade em um caminhão que passava, Freddy decide tentar recuperar a Pedra da Lua de Cripp, que agora dirige uma exibição de lobisomem que foi coberta por defesas anti-lobisomem impedindo a matilha de recuperá-la por conta própria. Enquanto procurava na cidade, Freddy faz amizade com Batty, um cão vadio também conhecido como 'Houndini' por sua habilidade de escapar consistentemente dos caçadores de cães, oferecendo a ela acesso ao suprimento de carne de sua mansão se ela o ajudar a recuperar o anel de Cripp. Depois de Batty dar a ele algumas dicas sobre como ser mais cachorro, ela o leva à exposição de Cripp. Freddy é brevemente capturado e examinado por Cripp, mas Batty consegue ajudá-lo a escapar. Aprendendo sobre o passado de Batty, quando ela foi expulsa de uma petshop depois que ninguém a comprou, Freddy planeja ajudá-la, mas eles são pegos pelos dogcatchers e enviados para o canil Coldfax antes que ele possa fazer qualquer coisa.
Enquanto isso, Cripp reconhece o brasão da família Lupin do colar de prata de Freddy e consegue obter uma amostra de cabelo de Hotspur para confirmar suas suspeitas. Hotspur visita o canil e recupera a Pedra da Lua, mas decide deixar Freddy lá para que ele possa se tornar o líder oficial da matilha. Em uma cela com o temperamental Twitchy, o estilo zen Hamish e Bruno, que só pode dizer "bola", Freddy acidentalmente admite sua herança de lobisomem, mas depois que uma tentativa de fuga dá errado, ele assume a culpa de salvar os cães e é enviado para um fosso com 'a Besta', um monstro desconhecido que supostamente come cães.
Enquanto Hotspur se prepara para implementar seu plano junto com o Comandante da libra para transformar todos os cães vadios capturados em perucas, Freddy descobre que a 'Besta' é na verdade seu pai; Flasheart foi capturado pelos caçadores após ser ferido na queda, com Hotspur deixando-o em Coldfax com uma pulseira de prata para mantê-lo preso em seu estado de lobo. Batty e os outros cães conseguem escapar pelas aberturas e ajudar Freddy a libertar seu pai. A Sra. Mutton consegue rastrear Freddy até a libra, ela e Twitchy permanecem para manter o Comandante ocupado e destruir a máquina de fazer perucas, respectivamente.
Freddy leva Flasheart e os cães para casa para confrontar Hotspur, o que também permite que Freddy volte à forma humana depois que eles conseguem remover sua coleira de prata. A tentativa de confrontar Hotspur é interceptada por Cripp, que ataca os outros lobos com uma massa de concentrado de prata, mas Freddy consegue parar o ataque de Cripp quando revela que (ao contrário das expectativas de Cripp) os lobos não o mataram quando criança. Tendo evitado o ataque inicial de Cripp, Hotspur tenta atacar enquanto os outros lobos são enfraquecidos pela prata, mas os cães são capazes de colocar os lobos em segurança enquanto Freddy atrai seu tio para o telhado da mansão. Transformando-se de volta em um poodle ao luar e aceitando sua forma, Freddy solta um rugido alto para afirmar seu status de lobo alfa, enviando Hotspur de volta para a mansão e afirmando seu fracasso como líder.
Algum tempo depois, as reflexões de Freddy revelam que não apenas os lobisomens e os cachorros ficaram em melhores condições, mas a matilha também abriu a mansão para todos os cachorros, com Hotspur e seus filhos reduzidos a passeadores de cachorros e perseguindo os vira-latas, enquanto Cripp é uma parte aceita da vida na mansão e Batty sendo o animal de estimação / amigo particular de Freddy. Enquanto isso, o Comandante foi preso e o Coldfax provavelmente foi fechado. Flasheart voltou ao seu antigo papel de líder da matilha, mas garante a Freddy que está orgulhoso dele e acredita que será um bom líder quando chegar a hora.

## Elenco
- Ilai Swindells como Freddy Lupin
- Magda Szubanski como Sra. Carneiro
- Rhys Darby como Foxwell Cripp
- Akmal Saleh como Hamish
- Samara Tecendo como Extravagantemente
- Jai Courtney como Flasheart
- Jane Lynch como Comandante
- Rupert Degas como Hotspur
- Sarah Harper como Twitchy
- Michael Bourchier como Lord Hightail
- Kate Hall como Lady Hightail
- Adriane Daff como Harriet
- Liam Graham como carruagem
- Alexs Stadermann como Cerberus
- Jerra Wright Smith como o jovem Freddy

## Recepção
100% Wolf ganhou um total de $ 4,6 milhões em todo o mundo.
No Rotten Tomatoes, o filme tem um índice de aprovação de 67% com base em avaliações de 15 críticos.